# Räyhynsaari
Räyhynsaari är en ö i Finland. Den ligger i sjön Pyhäjärvi och i kommunen Kouvola i den ekonomiska regionen  Kouvola ekonomiska region  och landskapet Kymmenedalen, i den södra delen av landet, 120 km nordost om huvudstaden Helsingfors. Öns area är 4,1 hektar och dess största längd är 380 meter i öst-västlig riktning.